# Jun'ichi Nishizawa
Pour les articles homonymes, voir Nishizawa.
Jun-ichi Nishizawa (西澤 潤一, Nishizawa Jun'ichi, né le 12 septembre 1926 à Sendai et mort le 21 octobre 2018 dans la même ville[réf. nécessaire]) est un ingénieur japonais.
Connu pour ses inventions de systèmes de communication optique (dont la fibre optique, le diode laser etc.), la diode PIN et le thyristor à induction statique, il est président de l'université métropolitaine de Tokyo.

## Biographie
Jun'ichi Nishizawa naît à Sendai au Japon le 12 septembre 1926. Il obtient un B. S. en 1948 et un doctorat en ingénierie de l'université du Tōhoku en 1960. En 1953, il rejoint l'Institut de recherche sur la Communication Électrique à l'université du Tōhoku. Il y est nommé professeur et directeur de deux instituts de recherche. De 1990 à 1996, Jun'ichi Nishizawa est président de l'université du Tōhoku. Il est nommé président de l'université préfectorale d'lwate, (préfecture d'Iwate au Japon) en 1998.

## Prix et distinctions
Jun'ichi Nishizawa est membre à vie de l'IEEE ainsi que de nombreuses autres institutions telles que la Société de physique de Londres, l'Académie russe des sciences, et l'Académie polonaise des sciences. Jun'ichi Nishizawa est décoré de l'Ordre de la Culture par l'empereur du japon en 1989. Il reçoit également le prix de l'Académie des sciences (1974), le prix Jack A. Morton de l'IEEE (1983), le prix Honda et le prix Laudise de l'International Organization for Crystal Growth (1989), l'IEEE lui confère la médaille Edison en 2000 et créé la médaille Jun'ichi Nishizawa en 2002,.